# Чарлз Войсі
Чарлз Френсіс Войсі (англ. Charles Francis Annesley Voysey; 28 травня 1857, Хессл, Йоркшир — 12 лютого 1941, Вінчестер, Гемпшир) — англійський архітектор і художник декоративно-прикладного мистецтва. Один з піонерів архітектури функціоналізму і промислового дизайну.

## Життя і творчість
Народився в сім'ї священика англіканської церкви, отримав домашню освіту. Недовго вчився в коледжі Далвіч. У 1874 році був асистентом Дж. П. Седдона, а в 1880—1881 роках став помічником Джорджа Деві, проектувальника заміських котеджів. У 1882 році відкрив власне проектне бюро в Лондоні. Під впливом робіт Артура Макмердо, майстерень «Мистецтва і ремесла», і Вільяма Морріса став розробляти малюнки набивних тканин, паперових шпалер і керамічних облицювальних плиток. У цій області він вважав себе послідовником Джона Раскіна і Огастеса П'юджина.
Свої архітектурні проекти Войсі супроводжував проектуванням інтер'єрів, меблів, облицювальних матеріалів і всіх деталей обстановки. Через півстоліття таку область проектної діяльності назвуть дизайном інтер'єру. Саме ці проекти Войсі рекламували журнали «Студія» («The Studio», журнал «Мистецтв і ремесел») і «Англійський дім» Германа Мутезіуса.
Войсі брав участь у виставках об'єднання «Мистецтва і ремесла» в 1888 і 1893 роках. Співпрацював з багатьма текстильними фабриками і виробниками модного одягу. У 1902—1903 роках створив проект фабрики шпалер для компанії Сандерсона в Чізвіку, яка пізніше була названа на його честь «Будинком Войсі». У 1940 році Войсі отримав золоту медаль Королівського інституту британських архітекторів (RIBA — The Royal Institute of British Architects). Крім проектних і архітектурних робіт він написав дві книги: «Розум як основа мистецтва» (1906) і «Індивідуальність» (1915).